# 伊賦夜坂
伊賦夜坂（いふやざか）は、島根県松江市東出雲町揖屋にある山道である。

## 概要

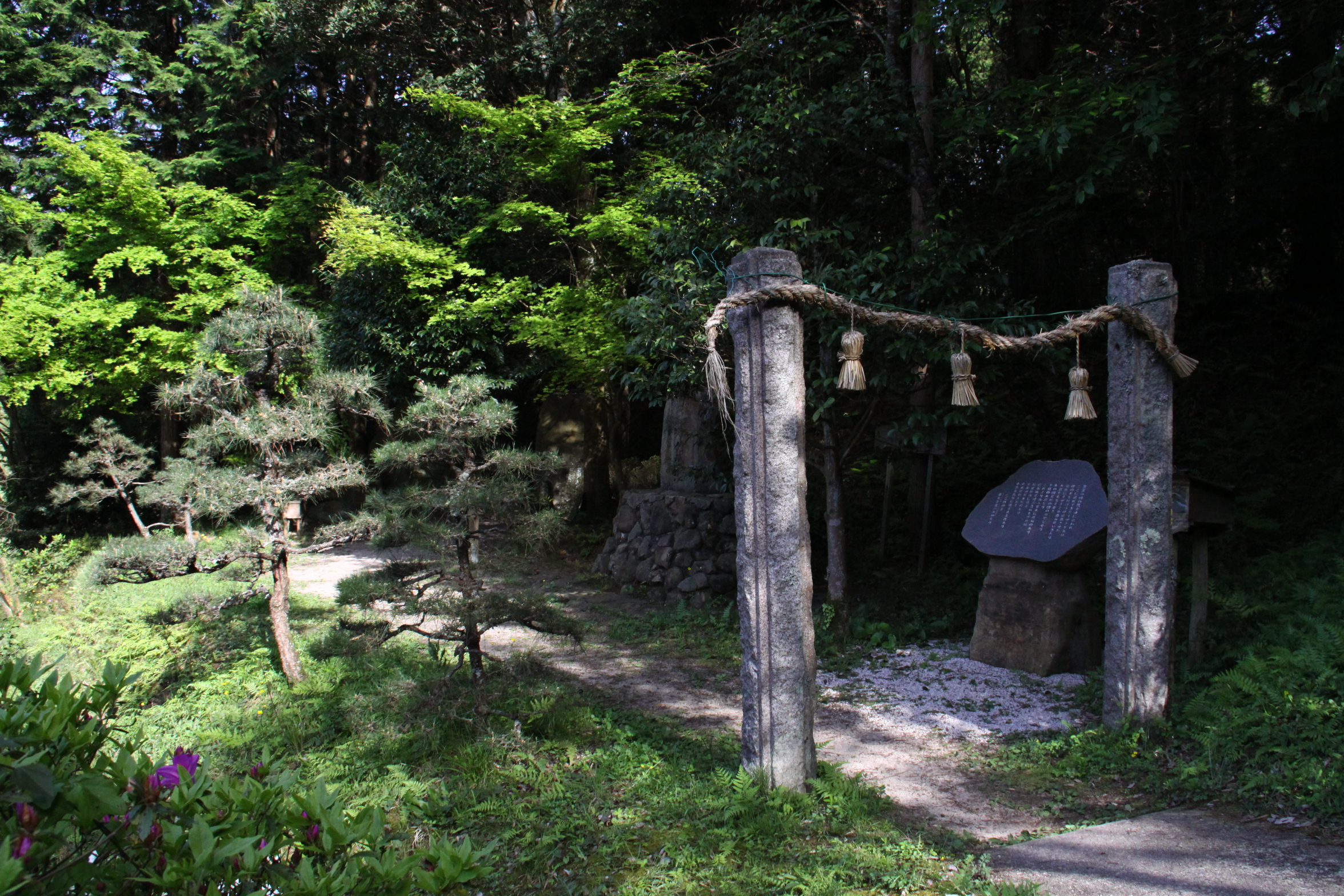
伊賦夜坂の入り口

古くからの重要な古道の一つで、道中には道祖神として塞の神（さえのかみ）が祀られており、地元では塞の神から東に広がる谷を夜見路谷（よみじがたに）、谷を抜けることを夜見路越えと呼ぶ（夜見路とは「黄泉路」、つまり死の国への道のこと）。地元ではこの道を通るときは塞の神に小石を積んで通る風習があり、今でも小さな石が積まれている。
道は塞の神が祀られている場所で分岐し、左へ曲がる道を進むと、昔は広瀬の方角まで通じていたとされるが、現在は行き止まりとなっており、直進するとイザナミが祀られている揖夜神社の方角へ続く。
2010年の映画『瞬 またたき』で、主人公が亡くなった恋人にもう一度会いたいと訪れる場所のロケ地として使われた。

## 黄泉比良坂
『古事記』では、現世と黄泉の境目とされる黄泉比良坂（よもつひらさか）を出雲国の伊賦夜坂であるとし、1940年（昭和15年）には「神蹟黄泉比良坂伊賦夜伝説地」と刻まれた石碑が揖屋町平賀（ひらか）に建立された。同地にはイザナギが置いた千引岩（ちびきのいわ）とされる大岩がある。
また、祀られている塞の神は、『日本書紀』においてイザナギが黄泉比良坂で「ここから入ってはならぬ」と言って投げた杖から出現した神であると記されている。
イザナギが、亡くなったイザナミにもう一度逢いたいと、黄泉国へ赴いた入り口であることから、「逢いたい人にもう一度逢える場所」として観光スポットになっている。